# 箕冠城

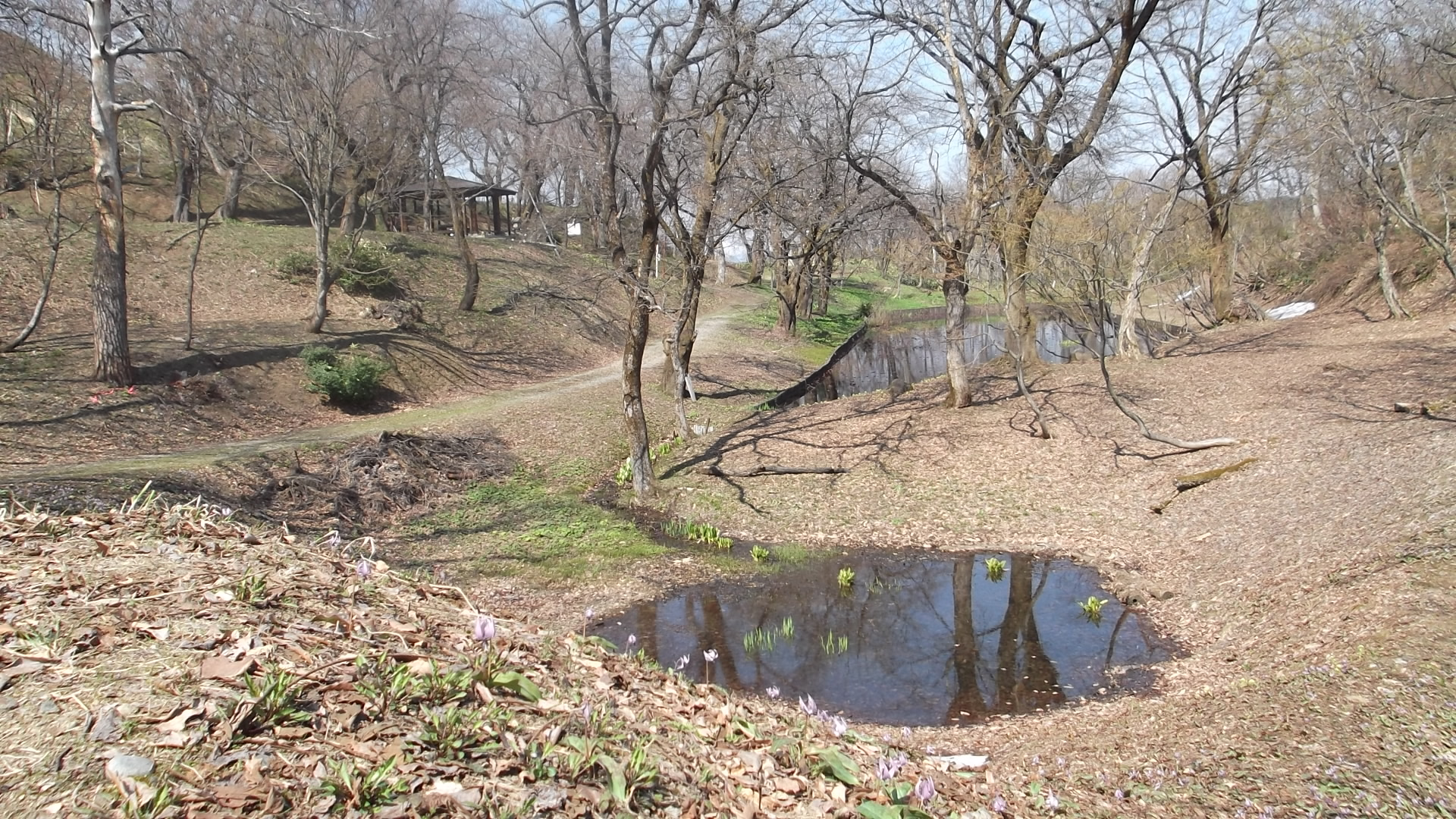
箕冠城跡。現在は公園として整備されている。

箕冠城（みかぶりじょう）は、越後国（現在の新潟県上越市板倉区）にあった日本の城。1974年8月1日に旧中頸城郡板倉町の史跡に指定された。上越市に合併後は市の史跡に指定されている。

## 歴史
新潟県上越市板倉区にあった山城。築城時期は不明だが、越後国守護上杉氏の重臣大熊氏が居城とした城である。鳥坂城（妙高市）とは山ひとつ隔てた標高242m、比高約160mの独立峰につくられた城で、東西約400m、南北約300mの城域をもつ。山の東側には大熊川、西側には小熊川が流れ、外堀の役目を果たしていた。築城年代はわかっていないが、15世紀末に関東管領上杉氏の所領を管理するために越後（新潟県）に赴いた大熊氏により築城されたと考えられている。城主の大熊氏は戦国時代、重臣として越後守護上杉氏に仕え、その後、長尾景虎（上杉謙信）に仕えた。大熊氏は家中において段銭方などの要職を務めた。1553年（天文22）、節黒城（十日町市）の上野家成と千手城（十日町市）の下平吉長とが領地争いを起こした。上野家成は栃尾城主で景虎（謙信）の重臣本庄実乃を頼り、下平吉長は大熊朝秀を頼って争いは混迷。朝秀は長尾氏譜代の与板城主の直江実綱（景綱）や、本庄実乃と対立した。国主の景虎は長尾政景、北条高広の謀反に続き、こうした領内の混乱が起こったことで、突如、領国を放棄して出家を宣言する。

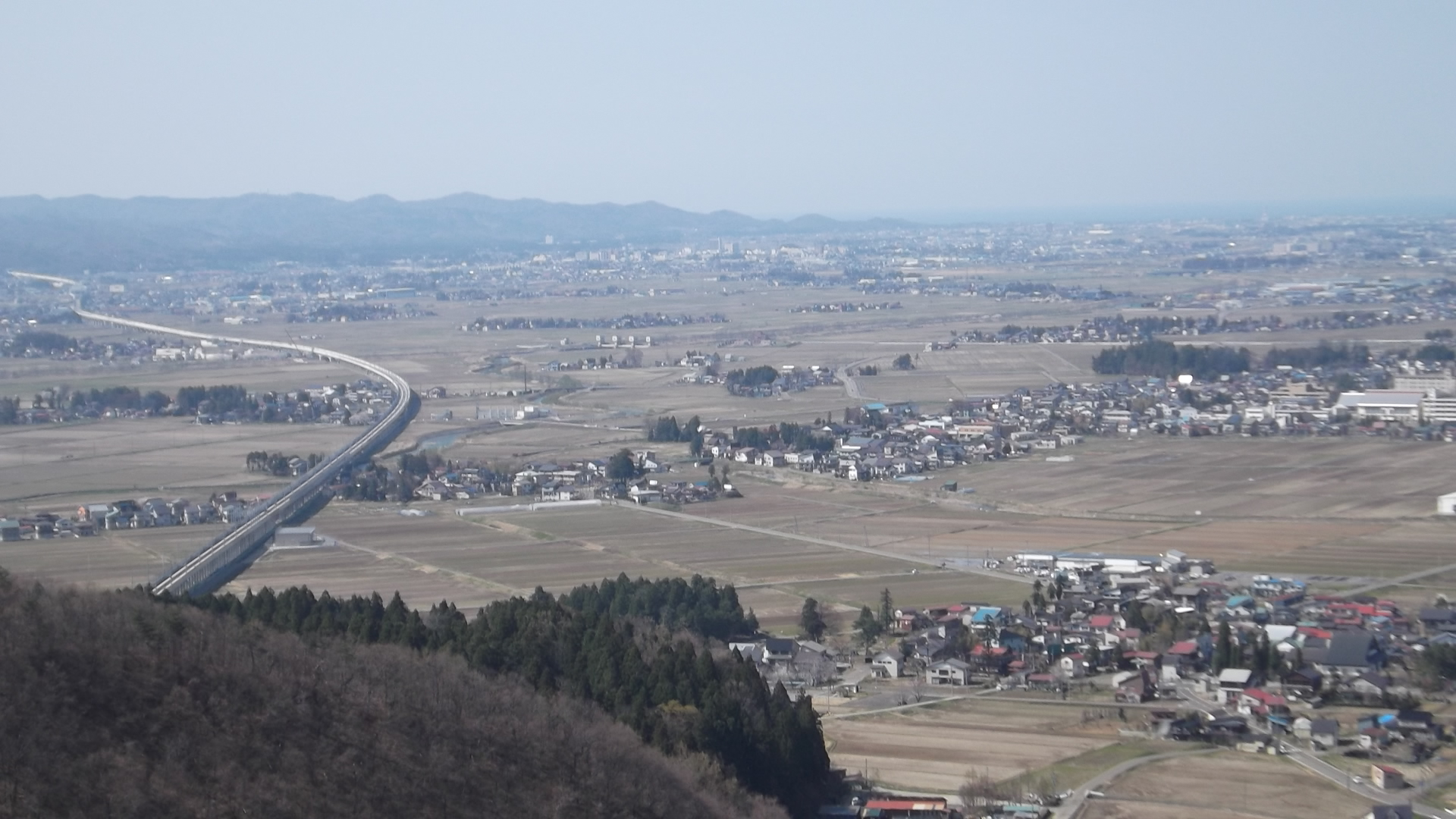
箕冠城本丸跡から観た頸城平野の景色（左手前には北陸新幹線の高架橋も見える。［新潟県上越市板倉区）］

朝秀は弘治2年（1556年）に景虎が出家引退を表明したことを受けて、武田晴信（武田信玄）に通じ、箕冠城を捨て越中（富山県）に移り、武田氏と呼応して越後に侵攻する機会をうかがった。しかし、景虎が国主に復帰したことで越後侵攻をあきらめ信濃（長野県）に移り、1563年（永禄6）に武田家に仕官、山県昌景の与力を経て信玄の直臣となり、足軽大将として取り立てられた。勝頼の代には遠江国小山城代に任じられた。織田氏の攻勢を受け、多くの家臣が寝返る中で武田勝頼に忠義を尽くし、1582年（天正10）の天目山の戦いで勝頼と運命を共にした。朝秀の出奔後の箕冠城については明らかではない。間もなく廃城になったとも、信濃口を守備する上杉家の番城として1598年（慶長3）の上杉景勝の会津転封まで存続したとも考えられている。現在、城跡には曲輪(くるわ)、土塁、虎口、堀切、横堀、水の手などの遺構が残っている。

## 交通
えちごトキめき鉄道新井駅からバスで23分、上越市板倉区菰立で下車、徒歩約15分。